# Zbrodnia w Zajączkowie
Zbrodnia w Zajączkowie – mord dokonany przez okupantów niemieckich około 11 stycznia 1943, którego ofiarą padła rodzina Wołowców ze wsi Zajączków pod Ciepielowem, podejrzewana o udzielanie pomocy Żydom.

## Geneza
W okresie niemieckiej okupacji stosunkowo wielu Polaków z okolic Lipska i Ciepielowa zaangażowało się w pomoc prześladowanym Żydom. Przyczyn tego stanu rzeczy Sebastian Piątkowski i Jacek A. Młynarczyk upatrywali przede wszystkim w fakcie, iż w okresie międzywojennym nie występowały w tym rejonie poważniejsze antagonizmy na tle narodowościowym. Polskie i żydowskie rodziny, zazwyczaj zamieszkujące te ziemie od pokoleń, utrzymywały bowiem różnego rodzaju więzi sąsiedzkie i gospodarcze – nierzadko o dużym stopniu zażyłości. Ponadto okolice Iłży, Ciepielowa i Lipska uchodziły za bastion ruchu ludowego, a antysemickie ugrupowania narodowe nie uzyskały tam nigdy szerszego poparcia.
29 listopada 1942 w lasach powiatu starachowickiego Niemcy rozpoczęli zakrojoną na szeroką skalę obławę. Była ona wymierzona w polskich i żydowskich partyzantów oraz w uciekinierów z gett. W ciągu kilku dni niemiecka żandarmeria zdołała zlikwidować trzy leśne obozowiska i zabić ponad 120 osób (w tym kilku Polaków). Oddział Gwardii Ludowej, dowodzony przez polskiego komunistę Stanisława Olczyka ps. „Garbaty” i żydowskiego partyzanta Chila Brawermana ps. „Baca”, zdołał wyrwać się z okrążenia, poniósł jednak ciężkie straty i w rezultacie przestał istnieć. Od osób schwytanych w trakcie obławy Niemcy uzyskali informacje na temat polskich rodzin z okolic Ciepielowa, które udzielały pomocy Żydom. Zapadła w związku z tym decyzja o przeprowadzeniu pokazowej akcji represyjnej, której celem miało być zastraszenie miejscowej ludności i zniechęcenie jej do udzielania jakiegokolwiek wsparcia uciekinierom. Główną rolę w tej operacji miał odegrać około trzydziestoosobowy pododdział I Batalionu Żandarmerii Zmotoryzowanej, który od listopada 1942 kwaterował w zabudowaniach folwarku w Górkach Ciepielowskich.
Seria przeprowadzonych w kolejnych tygodniach egzekucji była jedną z największych zbrodni popełnionych przez Niemców na Polakach, którzy udzielali pomocy Żydom. 6 grudnia 1942 we wsiach Stary Ciepielów i Rekówka żandarmi z posterunku w Górkach Ciepielowskich rozstrzelali lub spalili żywcem 31 Polaków oraz dwóch żydowskich uciekinierów. W gronie zamordowanych znalazło się dwadzieścioro dzieci poniżej 18. roku życia. Już następnego dnia Niemcy rozstrzelali w Świesielicach 14 osób, w tym kobiety i dzieci (zbrodni tej dokonano w odwecie za współpracę mieszkańców wsi z ruchem oporu). 8 grudnia Niemcy ponownie pojawili się w Świesielicach, gdzie zamordowali Mariannę Skwirę, zaangażowaną wraz z mężem w akcję pomocy żydowskim uciekinierom. Swoistym uwieńczeniem akcji represyjnej stał się mord dokonany we wsi Zajączków.

## Przebieg zbrodni
Jedną z mieszkanek Zajączkowa była Stanisława Wołowiec. W grudniu 1941 roku jej mąż Gabriel został z nieustalonej dotąd przyczyny aresztowany przez Niemców i wywieziony do obozu koncentracyjnego Auschwitz-Birkenau, gdzie zginął dwa miesiące później. Na wdowie spoczął trud samotnego wychowania czterech córek. Jednocześnie aktywnie wspierała ona ukrywających się w lasach Żydów, zapewniając im nocleg i dostarczając żywność.
Około 11 stycznia 1943 do Zajączkowa przyjechało furą ok. 5–6 żandarmów z posterunku w Górkach Ciepielowskich. Udali się oni do leżącego na skraju lasu gospodarstwa Wołowców, gdzie zatrzymali Stanisławę, jej cztery córki (Janinę, Leokadię, Bronisławę, Kazimierę), a także Franciszka Zaborskiego z Ranachowa, którego gospodyni zatrudniała okresowo do pomocy w gospodarstwie. Kilkanaście minut później dwóch Niemców udało się furą do sąsiedniego Niemieryczowa, gdzie aresztowali szwagra Stanisławy Wołowiec, Józefa Jelonka (przyczyny jego zatrzymania nie są do końca jasne).
Około godziny 12:00 żandarmi wraz z Józefem Jelonkiem  powrócili do gospodarstwa Wołowców. Chwilę później rozpoczęła się egzekucja. Siedmioro Polaków wpędzono do stodoły i tam rozstrzelano. Następnie Niemcy gruntownie ograbili opustoszałe gospodarstwo, a stodołę wraz z ciałami ofiar podpalili.
Nie wiadomo, w jaki sposób żandarmi dowiedzieli się o fakcie wspierania Żydów przez rodzinę Wołowców. Być może uzyskali tę informację od trojga żydowskich dzieci, którym pomagała Stanisława, a które zostały schwytane i zamordowane przez Niemców na kilka dni przed zbrodnią w Zajączkowie.